# Disney on Ice
Disney on Ice (mellan 1981 och 1998 kallat Walt Disney's World on Ice) är en isföreställning som kommer till Sverige varje år. Föreställningen började 1981 i USA, men har sedan 1987 turnerat internationellt. Musse och Mimmi är två återkommande figurer som medverkar. Alla är utklädda till Disneyfigurer och utövar konståkning inför publik.